# Enrique Fernández Arbós
Enrique Fernández Arbós, (Madrid, 24 december 1863 – San Sebastian, 2 juni 1939) was een Spaans violist, componist en dirigent.
Al op jonge leeftijd begon hij zijn muziekstudie als violist aan het conservatorium van Madrid bij maestro Jesús de Monasterio. Vervolgens, om zijn techniek te perfectioneren, studeerde hij verder aan het conservatorium van Brussel bij Henri Vieuxtemps, waar hij cum laude slaagde. Zijn derde grote leermeester was Joseph Joachim in Berlijn.
In 1885, amper 22 jaar oud, werd hij solist in het symfonieorkest van Berlijn en kort daarop gaf hij zijn eerste kleine concerten.
Naast concertmeester in Berlijn was hij leraar aan de conservatoria van Hamburg, Madrid en Londen.
Gedurende zijn verblijf in Londen componeerde hij in zijn vrije tijd, in de periode 1893-1894, zijn enige opera, een zarzuela, El Centro de la Tierra (1895).
In 1904 werd hij eerste dirigent van het in symfonieorkest Madrid, een positie die hij de komende 35 jaar zou vervullen, en orkestlid van de Koninklijke Kapel.
Naast zijn bekendheid als een virtuoze violist en een van de beste Spaanse dirigenten, componeerde hij naast El Centro de la Tierra, kamer, viool en pianomuziek (o.a. Tres Piezas Originales, Cinco Piezas Para Piano en Estilo Español).
Ook zijn orkestrale bewerkingen van Albéniz' Iberia zijn zeer bekend.
- Biblioteca Nacional de España: XX1223626
- Bibliothèque nationale de France: cb13754887w (data)
- Catàleg d'autoritats de noms i títols de Catalunya: 981058516297906706
- Gemeinsame Normdatei: 116465859
- International Standard Name Identifier: 0000 0001 0885 4586
- Library of Congress Control Number: n84012553
- Nationale Bibliotheek van Letland: 000292504
- MusicBrainz: ec47c80d-5f78-48d7-9ec7-0e36f3f7a88b
- Nationale Bibliotheek van Tsjechië: pna2011669131
- Nationale Bibliotheek van Israël: 987007453896905171
- Nederlandse Thesaurus van Auteursnamen: 102622302
- SNAC: w68344cf
- Système universitaire de documentation: 110128486
- Virtual International Authority File: 32179030
- WorldCat: E39PBJkMK4gjmpG8RycbMFXw4q